# اچ‌دی ۱۱۹۹۲۱
اچ‌دی ۱۱۹۹۲۱ یک ستاره است که در صورت فلکی قنطورس قرار دارد.